# San Maurizio d'Opaglio
San Maurizio d'Opaglio is een gemeente in de Italiaanse provincie Novara (regio Piëmont) en telt 3.064 inwoners (31-12-2004). De oppervlakte bedraagt 8,3 km², de bevolkingsdichtheid is 369 inwoners per km².
De volgende frazioni maken deel uit van de gemeente: Sazza, Pascolo, Lagna, Alpiolo, Opagliolo, Bacchiore, Briallo, Pianelli, Vacchetta, Raveglia, Niverate.

## Demografie
San Maurizio d'Opaglio telt ongeveer 1203 huishoudens. Het aantal inwoners steeg in de periode 1991-2001 met 8,8% volgens cijfers uit de tienjaarlijkse volkstellingen van ISTAT.

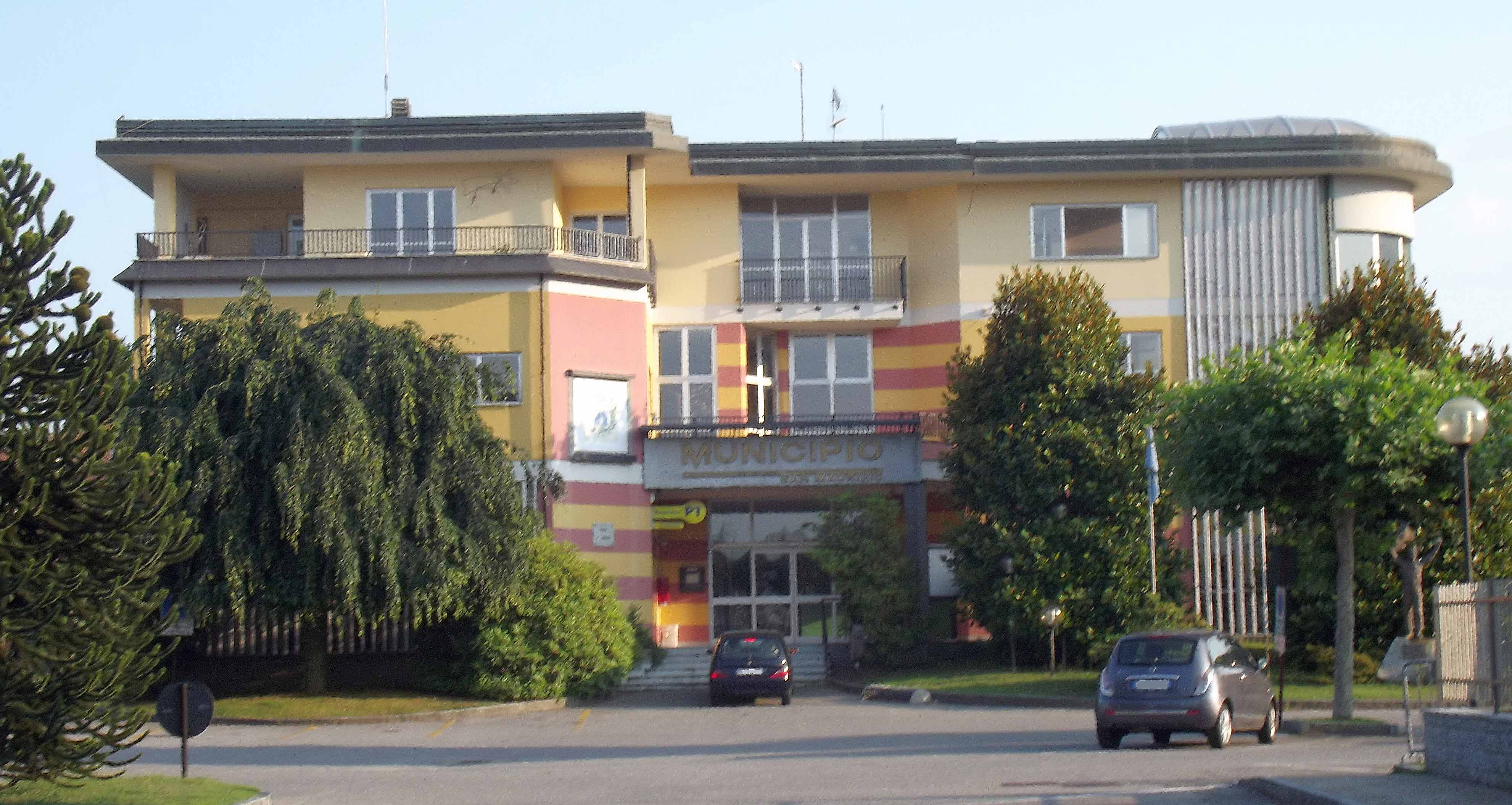
Gemeentehuis

| Jaar | Inwoneraantal |
| ---- | ------------- |
| 1991 | 2.818         |
| 2001 | 3.066         |

## Geografie
De gemeente ligt op ongeveer 373 m boven zeeniveau.
San Maurizio d'Opaglio grenst aan de volgende gemeenten: Gozzano, Madonna del Sasso (VB), Orta San Giulio, Pella, Pogno.